# Forêt Debussy
Forêt Debussy è un film drammatico taiwanese del 2016 diretto da Cheng-Chui Kuo. È stato presentato in anteprima mondiale al Kaohsiung Film Festival (KFF) del 2016 ed è uscito nelle sale il 28 ottobre 2016. Il titolo del film si riferisce al compositore francese Claude Debussy, le cui composizioni erano particolarmente ispirate dalla natura.
Il film è stato parzialmente sovvenzionato del Ministero della Cultura. Le riprese si sono svolte sulle montagne di Alishan, nella Contea di Chiayi a Taiwan.

## Trama
Una madre e una figlia si trovano lontane dalla città, in montagna, e vivono una vita semplice e isolata. La figlia era una famosa pianista. Dopo che suo marito e suo figlio furono assassinati, la figlia cadde nella disperazione e divenne indifferente alla realtà che la circondava. La madre quindi decise di nascondersi con la figlia nel profondo di una foresta selvaggia, dove nessuno avrebbe mai potuto trovarle, credendo che fosse l'unico modo possibile per sua figlia di ritrovarsi e sopravvivere. Nonostante le donne vivano in maniera ascetica ei completo isolamento, non riescono a sfuggire al confronto con il loro io.

## Riconoscimenti
- 2016 - Golden Horse Film Festival
  - Nomination Miglior attrice non protagonista a Yi-Ching Lu
- 2016 - Hawaii International Film Festival
  - Nomination Narrative Feature a Cheng-Chui Kuo
- 2017 - Taipei Film Festival
  - Nomination Narrative Feature a Cheng-Chui Kuo